# Waldemar von Baußnern

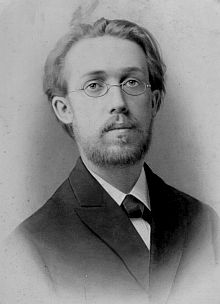
Waldemar von Baußnern (1887)

Waldemar Edler von Baußnern (auch: von Bausznern, * 29. November 1866 in Berlin; † 20. August 1931 in Potsdam) war ein deutscher Komponist und Musikpädagoge.

## Leben
Waldemar von Baußnern entstammte der Volksgruppe der Siebenbürger Sachsen. Er wurde als Sohn des Finanzbeamten Carl August Philipp Edler von Baußnern und dessen zweiter Ehefrau Frederike in Berlin geboren und wuchs in Siebenbürgen und Budapest auf. Von 1882 bis 1888 studierte an der Königlich Akademischen Hochschule für ausübende Tonkunst in Berlin bei Friedrich Kiel und Woldemar Bargiel und erhielt 1887 den Mendelssohn-Preis für Komposition.
Nach seiner Hochzeit mit Elsbeth Dorothea Louise Fischer 1889 wurde er zwischen 1891 und 1903 Leiter der Chorvereine Mannheimer Musikverein und Dresdner Liedertafel. Zu seinen Nachfahren gehört der 1902 geborene Musikpädagoge und Hochschullehrer Ernst-Günther Pook, der 1929 Marianne Edle von Baußnern heiratete. 1903 wurde Waldemar von Baußnern er an das Konservatorium in Köln berufen und ab 1909 war er Direktor der Großherzoglichen Musikschule in Weimar. 1910 erfolgte seine Professur. 1916 wurde er Direktor am Hoch'schen Konservatorium in Frankfurt am Main und ab 1923 2. Sekretär der Berliner Akademie der Künste.
1926 fand im Rahmen des Baußnern-Jahres anlässlich seines 60. Geburtstages in sieben Städten in Siebenbürgen das Siebenbürgische Baußnernfest statt. 1929 vertrat Baußnern Deutschland beim Premier Salon International de la Symphonie in Paris, zudem trat er im Berliner Rundfunk mit zweien seiner 1928 entstandenen Triosonaten auf. 1931 starb Baußnern in Potsdam-Sanssouci an Krebs.
Die Akademie der Künste in Berlin übernahm 2014 den umfangreichen Nachlass von Baußnern und errichtete das Waldemar-von-Baußnern-Archiv. Korrespondenz von Baußnern befindet sich auch im Bestand 21081 Breitkopf & Härtel, Leipzig, im Sächsischen Staatsarchiv, Staatsarchiv Leipzig.

## Tonsprache
Waldemar von Baußnerns umfangreiches Werkverzeichnis umfasst nahezu alle musikalischen Gattungen, wobei das Hauptgewicht auf Chorsinfonik und Orchesterwerken liegt. Der Komponist wurde nicht nur in der Vokal-, sondern auch in der Instrumentalmusik stark von dichterischen Anregungen, insbesondere Johann Wolfgang von Goethes, beeinflusst, was sich in zahlreichen Werktiteln niederschlägt, die jedoch nicht programmmusikalisch zu verstehen sind. Stilistisch galt Baußnern schon den Zeitgenossen als Einzelgänger, der sich nur schwer einer bestimmten Richtung zuordnen ließ. Generell ist seine Musik in den Traditionen des 19. Jahrhunderts verwurzelt, geht jedoch in der formalen Gestaltung oft selbstständige Wege und weitet die überkommene Tonalität durch häufig polyphon gebundene Chromatik bis an ihre Grenzen aus, ohne allerdings in Atonalität umzuschlagen.
Er vollendete die nur skizzenhaft hinterlassene Oper Gunlöd von Peter Cornelius und betätigte sich als Herausgeber der weiteren Opern Cornelius’ in der Gesamtausgabe.
Ein länger anhaltender Erfolg blieb Baußnern zu Lebzeiten versagt und viele Werke des Komponisten sind nie im Druck erschienen (z. B. alle Sinfonien). Die Erforschung seines künstlerischen Schaffens steht noch in den Anfängen. Der Komponist Dietrich von Bausznern (1928–1980), ein Enkel Waldemars, regte die Gründung einer Baußnern-Gesellschaft an, die sich seit 1981 für die Verbreitung von dessen Werk einsetzt.

## Werke (Auswahl)

### Opern
- Dichter und Welt, Musikdrama (Libretto: Julius Petri; 1894, UA Weimar 1897)
- Dürer in Venedig (Libretto: Adolf Bartels nach einer Novelle von Adolf Stern; 1897, UA Weimar 1901)
- Herbort und Hilde, Heitere Heldenoper (Libretto: Eduard König; 1901, UA Mannheim 1902)
- Der Bundschuh (Libretto: Otto Erler; 1903, UA Frankfurt am Main 1904, nur im Klavierauszug erhalten)
- Satyros (Libretto: Waldemar von Baußnern nach Johann Wolfgang von Goethe; 1922, UA Basel 1923)

### Chorwerke
- Die Geburt Jesu, Christmotette für Sopran, Alt, Kammerchor, Kammerorchester und Orgel (1911)
- Das Hohe Lied vom Leben und Sterben, Oratorium für Soli, Chor und Orchester (1913, nur im Klavierauszug erhalten)
- Aus unserer Not, Kantate für Bariton, Chor und Orgel (nach Friedrich Gottlieb Klopstock, 1923)
- Ich will den Herrn loben für Chor und Orgel (nach Psalm 34 1925)
- Das Göttliche für Chor und Orchester (nach Johann Wolfgang von Goethe, 1927)
- Hafis, Sinfonische Kantate für Soli, Chor, Orchester und Orgel (nach Johann Wolfgang von Goethe, 1929)
- zahlreiche kleinere Chorwerke a cappella, darunter:
  - Deutschland! Heil’ger Name!, Hymne für gemischten Chor (nach August Heinrich Hoffmann von Fallersleben)

### Orchesterwerke
- Ouvertüre Champagner für großes Orchester (1899)
- Sinfonie Nr. 1 A-Dur Jugend (1899)
- Sinfonie Nr. 2 h-Moll Dem Andenken von Johannes Brahms (1899)
- Sinfonie Nr. 3 Leben (mit Schlusschor „Ganymed“ nach Johann Wolfgang von Goethe, 1911)
- Sinfonie Nr. 4 c-Moll (1914)
- Kammersinfonie Himmlische Idyllen für 10 Streicher und Orgel (1916)
- Sinfonie Nr. 5 Es ist ein Schnitter, heißt der Tod (mit Schlusschor nach dem gleichnamigen Volkslied, 1922)
- Sinfonie Nr. 6 Psalm der Liebe (mit Sopransolo nach Elizabeth Barrett-Browning in der Nachdichtung von Rainer Maria Rilke, 1921)
- Hymnische Stunden, drei Stücke für Streichorchester (1925)
- Sinfonie Nr. 7 Die Ungarische (1926)
- Suite Dem Lande meiner Kindheit (1929)
- Sinfonie Nr. 8 (1930)
- Passacaglia und Fuge für großes Orchester (1931)

### Kammermusik
- Streichquartett Nr. 1 (1893)
- Klavierquintett Es-Dur (1896)
- Quintett für Klavier, Violine, Klarinette, Horn und Violoncello F-Dur (1898)
- Serenade für Violine, Klarinette und Klavier Es-Dur (1898)
- Streichsextett (1910)
- Ungarisches Thema mit Variationen, Passacaglia und Fuge für Violine und Klavier (1916)
- Sonate für Violine und Klavier (1916)
- Streichquartett Nr. 2 (1918)
- Klaviertrio A-Dur Weimarer Trio (1921)
- Streichquartett Nr. 3 (1923)
- Ungarische Sonate für Violine und Klavier (1923)
- Vier Instrumentalsuiten für Violine bzw. Flöte bzw. Klarinette bzw. Violoncello und Klavier (1924)
- Klaviertrio G-Dur O bellissima Italia (1925)
- Drei Triosonaten für zwei Violinen und Klavier (1928)
- Drei ernste Stücke für Violine bzw. Viola bzw. Violoncello und Orgel (1928)

### Klaviermusik
- Sonata eroica cis-Moll (1906)
- Präludium, Fuge und Finale für zwei Klaviere (1914)
- Drei kleine Sonaten (1916)
- Zwei Präludien und Fugen Dem Gedächtnis der Toten – Den Lebenden (1916)
- Suite Nächtliche Visionen (1926)

### Orgelmusik
- Choralfantasie über „Aus tiefer Not“ (1912)
- Passacaglia c-Moll (1927)
- Sonate a-Moll (1927)
- Drei Präludien und Fugen (1928)
- Präludium und Tripelfuge a-Moll (1930)
- Choralvorspiele

### Lieder
- Zwölf Lieder zur Laute für Singstimme und Laute (1911)
- Gesänge aus der Tiefe für Bariton und Orchester (nach Friedrich Rückert, Friedrich Nietzsche, Nikolaus Lenau, Johann Wolfgang von Goethe), 1921
- Die himmlische Orgel, Liederzyklus für Alt oder Bariton, Kammerorchester und Orgel (nach Richard von Volkmann, 1924)
- zahlreiche Lieder für Gesang und Klavier

### Bearbeitungen
- Gunlöd (Ergänzung, Bearbeitung und Instrumentation der in einem Skizzenfragment hinterlassenen Oper von Peter Cornelius, 1906)
- zahlreiche Volksliedbearbeitungen, darunter:
  - Alte Volkslieder, dreistimmig gesetzt (1913)

## Ausstellungen
- 16. November 2013 bis 16. März 2014, Der Komponist Waldemar von Baußnern, Herkunft – Leben – Werk, Siebenbürgisches Museum, Gundelsheim

## Diskografie
(ohne Anspruch auf Vollständigkeit)
- Serenade für Violine, Klarinette & Klavier; Elegie für Violine & Klavier; Oktett für Klavier, 3 Violinen, Flöte, Klarinette, Cello & Kontrabass. Berolina Ensemble. MDG 2013 (Wissenschaftliche Beratung und Booklet: M. Wittmann)[2]